# Сатурн (премия, 1983)
10-я церемония вручения наград премии «Сатурн» за заслуги в области фантастики, фэнтези и фильмов ужасов за 1982 год состоялась 30 июля 1983 года.

## Лауреаты и номинанты
Лауреаты указаны первыми, выделены жирным шрифтом и  отдельным цветом. 

### Основные категории
| Категория                                            | Лауреаты и номинанты                                                           | Лауреаты и номинанты                                                               | Лауреаты и номинанты                                                               |
| ---------------------------------------------------- | ------------------------------------------------------------------------------ | ---------------------------------------------------------------------------------- | ---------------------------------------------------------------------------------- |
| Лучший научно-фантастический фильм                   | • Инопланетянин / E.T. the Extra-Terrestrial                                   | • Инопланетянин / E.T. the Extra-Terrestrial                                       | • Инопланетянин / E.T. the Extra-Terrestrial                                       |
| Лучший научно-фантастический фильм                   | • Бегущий по лезвию / Blade Runner                                             |                                                                                    |                                                                                    |
| Лучший научно-фантастический фильм                   | • Угроза исчезновения видов / Endangered Species                               |                                                                                    |                                                                                    |
| Лучший научно-фантастический фильм                   | • Звёздный путь 2: Гнев Хана / Star Trek: The Wrath of Khan                    |                                                                                    |                                                                                    |
| Лучший научно-фантастический фильм                   | • Трон / Tron                                                                  |                                                                                    |                                                                                    |
| Лучший фильм-фэнтези                                 | • Тёмный кристалл / The Dark Crystal                                           | • Тёмный кристалл / The Dark Crystal                                               | • Тёмный кристалл / The Dark Crystal                                               |
| Лучший фильм-фэнтези                                 | • Конан-варвар / Conan the Barbarian                                           |                                                                                    |                                                                                    |
| Лучший фильм-фэнтези                                 | • Секрет крыс (м/ф) / The Secret of NIMH                                       |                                                                                    |                                                                                    |
| Лучший фильм-фэнтези                                 | • Меч и колдун / The Sword and the Sorcerer                                    |                                                                                    |                                                                                    |
| Лучший фильм-фэнтези                                 | • Влипли! / Zapped!                                                            |                                                                                    |                                                                                    |
| Лучший фильм ужасов                                  | • Полтергейст / Poltergeist                                                    | • Полтергейст / Poltergeist                                                        | • Полтергейст / Poltergeist                                                        |
| Лучший фильм ужасов                                  | • Калейдоскоп ужасов / Creepshow                                               |                                                                                    |                                                                                    |
| Лучший фильм ужасов                                  | • Смертельная ловушка / Deathtrap                                              |                                                                                    |                                                                                    |
| Лучший фильм ужасов                                  | • Болотная тварь / Swamp Thing                                                 |                                                                                    |                                                                                    |
| Лучший фильм ужасов                                  | • Нечто / The Thing                                                            |                                                                                    |                                                                                    |
| Лучший анимационный фильм (Best Animated Film)       | • Секрет крыс / The Secret of NIMH                                             | • Секрет крыс / The Secret of NIMH                                                 | • Секрет крыс / The Secret of NIMH                                                 |
| Лучший анимационный фильм (Best Animated Film)       | • Жар-птица 2772: Космозона любви / 火の鳥2772                                 |                                                                                    |                                                                                    |
| Лучший анимационный фильм (Best Animated Film)       | • Последний единорог / The Last Unicorn                                        |                                                                                    |                                                                                    |
| Лучший анимационный фильм (Best Animated Film)       | • Властелины времени / Les Maîtres du temps                                    |                                                                                    |                                                                                    |
| Лучший анимационный фильм (Best Animated Film)       | • Трон / Tron                                                                  |                                                                                    |                                                                                    |
| Лучший международный фильм (Best International Film) | • Безумный Макс 2: Воин дороги / Mad Max 2 ( Австралия)                        | • Безумный Макс 2: Воин дороги / Mad Max 2 ( Австралия)                            | • Безумный Макс 2: Воин дороги / Mad Max 2 ( Австралия)                            |
| Лучший международный фильм (Best International Film) | • Цепная реакция / The Chain Reaction ( Австралия)                             |                                                                                    |                                                                                    |
| Лучший международный фильм (Best International Film) | • Класс-1984 / Class of 1984 ( Канада)                                         |                                                                                    |                                                                                    |
| Лучший международный фильм (Best International Film) | • Дом, где живёт зло / The House Where Evil Dwells ( США, Япония)              |                                                                                    |                                                                                    |
| Лучший международный фильм (Best International Film) | • Последний фильм ужасов / The Last Horror Film ( США)                         |                                                                                    |                                                                                    |
| Лучший малобюджетный фильм (Best Low-Budget Film)    | • Зловещие мертвецы / The Evil Dead                                            | • Зловещие мертвецы / The Evil Dead                                                | • Зловещие мертвецы / The Evil Dead                                                |
| Лучший малобюджетный фильм (Best Low-Budget Film)    | • Андроид / Android                                                            |                                                                                    |                                                                                    |
| Лучший малобюджетный фильм (Best Low-Budget Film)    | • Поедая Рауля / Eating Raoul                                                  |                                                                                    |                                                                                    |
| Лучший малобюджетный фильм (Best Low-Budget Film)    | • Запретный мир / Forbidden World (Mutant)                                     |                                                                                    |                                                                                    |
| Лучший малобюджетный фильм (Best Low-Budget Film)    | • Одна тёмная ночь / One Dark Night                                            |                                                                                    |                                                                                    |
| Лучший актёр                                         |                                                                                | • Уильям Шетнер — «Звёздный путь 2: Гнев Хана» (за роль адмирала Джеймса Т. Кирка) | • Уильям Шетнер — «Звёздный путь 2: Гнев Хана» (за роль адмирала Джеймса Т. Кирка) |
| Лучший актёр                                         | • Мел Гибсон — «Безумный Макс 2: Воин дороги» (за роль Макса Рокатански)       |                                                                                    |                                                                                    |
| Лучший актёр                                         | • Ли Хорсли — «Меч и колдун» (за роль принца Тэлона)                           |                                                                                    |                                                                                    |
| Лучший актёр                                         | • Кристофер Рив — «Смертельная ловушка» (за роль Клиффорда Андерсона)          |                                                                                    |                                                                                    |
| Лучший актёр                                         | • Генри Томас — «Инопланетянин» (за роль Эллиота)                              |                                                                                    |                                                                                    |
| Лучшая актриса                                       |                                                                                | • Сэндал Бергман — «Конан-варвар» (за роль Валерии)                                | • Сэндал Бергман — «Конан-варвар» (за роль Валерии)                                |
| Лучшая актриса                                       | • Сьюзэн Джордж — «Дом, где живёт зло» (за роль Лауры Флетчер)                 |                                                                                    |                                                                                    |
| Лучшая актриса                                       | • Настасья Кински — «Люди-кошки» (за роль Ирены Галльер)                       |                                                                                    |                                                                                    |
| Лучшая актриса                                       | • Джобет Уильямс — «Полтергейст» (за роль Дайны Фрилинг)                       |                                                                                    |                                                                                    |
| Лучшая актриса                                       | • Мэри Воронов — «Поедая Рауля» (за роль Мэри Блэнд)                           |                                                                                    |                                                                                    |
| Лучший актёр второго плана                           |                                                                                | • Ричард Линч — «Меч и колдун» (за роль Титуса Кромвеля)                           | • Ричард Линч — «Меч и колдун» (за роль Титуса Кромвеля)                           |
| Лучший актёр второго плана                           | • Рутгер Хауэр — «Бегущий по лезвию» (за роль Роя Батти)                       |                                                                                    |                                                                                    |
| Лучший актёр второго плана                           | • Уолтер Кёниг — «Звёздный путь 2: Гнев Хана» (за роль Павла Чехова)           |                                                                                    |                                                                                    |
| Лучший актёр второго плана                           | • Родди Макдауэлл — «Класс-1984» (за роль Терри Корригана)                     |                                                                                    |                                                                                    |
| Лучший актёр второго плана                           | • Брюс Спенс — «Безумный Макс 2: Воин дороги» (за роль капитана Гиро)          |                                                                                    |                                                                                    |
| Лучшая актриса второго плана                         |                                                                                | • Зельда Рубинштейн — «Полтергейст» (за роль Танджины Бэрронс)                     | • Зельда Рубинштейн — «Полтергейст» (за роль Танджины Бэрронс)                     |
| Лучшая актриса второго плана                         | • Кёрсти Элли — «Звёздный путь 2: Гнев Хана» (за роль лейтенанта Саавик)       |                                                                                    |                                                                                    |
| Лучшая актриса второго плана                         | • Филомена Спаньоло — «Последний фильм ужасов» (за роль матери Винни Дюранда)  |                                                                                    |                                                                                    |
| Лучшая актриса второго плана                         | • Ди Уоллес — «Инопланетянин» (за роль Мэри)                                   |                                                                                    |                                                                                    |
| Лучшая актриса второго плана                         | • Ирен Уорт — «Смертельная ловушка» (за роль Хельги)                           |                                                                                    |                                                                                    |
| Лучшая режиссура                                     |                                                                                | • Николас Мейер за фильм «Звёздный путь 2: Гнев Хана»                              | • Николас Мейер за фильм «Звёздный путь 2: Гнев Хана»                              |
| Лучшая режиссура                                     | • Тоуб Хупер — «Полтергейст»                                                   |                                                                                    |                                                                                    |
| Лучшая режиссура                                     | • Джордж Миллер — «Безумный Макс 2: Воин дороги»                               |                                                                                    |                                                                                    |
| Лучшая режиссура                                     | • Ридли Скотт — «Бегущий по лезвию»                                            |                                                                                    |                                                                                    |
| Лучшая режиссура                                     | • Стивен Спилберг — «Инопланетянин»                                            |                                                                                    |                                                                                    |
| Лучший сценарий                                      |                                                                                | • Мелисса Мэтисон — «Инопланетянин»                                                | • Мелисса Мэтисон — «Инопланетянин»                                                |
| Лучший сценарий                                      | • Джей Прессон Аллен — «Смертельная ловушка»                                   |                                                                                    |                                                                                    |
| Лучший сценарий                                      | • Терри Хэйес, Джордж Миллер и Брайан Ханнант — «Безумный Макс 2: Воин дороги» |                                                                                    |                                                                                    |
| Лучший сценарий                                      | • Джек Б. Совардз — «Звёздный путь 2: Гнев Хана»                               |                                                                                    |                                                                                    |
| Лучший сценарий                                      | • Альберт Пьюн, Том Карновски и Джон В. Стакмейер — «Меч и колдун»             |                                                                                    |                                                                                    |
| Лучшая музыка                                        |                                                                                | • Джон Уильямс за музыку к фильму «Инопланетянин»                                  | • Джон Уильямс за музыку к фильму «Инопланетянин»                                  |
| Лучшая музыка                                        | • Бэзил Поледурис — «Конан-варвар»                                             |                                                                                    |                                                                                    |
| Лучшая музыка                                        | • Кен Торн — «Дом, где живёт зло»                                              |                                                                                    |                                                                                    |
| Лучшая музыка                                        | • Джерри Голдсмит — «Полтергейст»                                              |                                                                                    |                                                                                    |
| Лучшая музыка                                        | • Дэвид Уитейкер — «Меч и колдун»                                              |                                                                                    |                                                                                    |
| Лучшие костюмы                                       | • Элуиз Дженссон, Розанна Нортон — «Трон»                                      | • Элуиз Дженссон, Розанна Нортон — «Трон»                                          | • Элуиз Дженссон, Розанна Нортон — «Трон»                                          |
| Лучшие костюмы                                       | • Джон Блумфилд — «Конан-варвар»                                               |                                                                                    |                                                                                    |
| Лучшие костюмы                                       | • Норма Морисо — «Безумный Макс 2: Воин дороги»                                |                                                                                    |                                                                                    |
| Лучшие костюмы                                       | • Роберт Флетчер — «Звёздный путь 2: Гнев Хана»                                |                                                                                    |                                                                                    |
| Лучшие костюмы                                       | • Кристин Бойяр — «Меч и колдун»                                               |                                                                                    |                                                                                    |
| Лучший грим                                          | • Дороти Дж. Перл — «Полтергейст»                                              | • Дороти Дж. Перл — «Полтергейст»                                                  | • Дороти Дж. Перл — «Полтергейст»                                                  |
| Лучший грим                                          | • Хосе Антонио Санчес — «Конан-варвар»                                         |                                                                                    |                                                                                    |
| Лучший грим                                          | • Сью Дольф — «Запретный мир»                                                  |                                                                                    |                                                                                    |
| Лучший грим                                          | • Хацуо Нагатомо — «Дом, где живёт зло»                                        |                                                                                    |                                                                                    |
| Лучший грим                                          | • Вернер Кепплер, Джеймс Ли Маккой — «Звёздный путь 2: Гнев Хана»              |                                                                                    |                                                                                    |
| Лучшие спецэффекты                                   | Карло Рамбальди                                                                | • Карло Рамбальди и Деннис Мьюрен — «Инопланетянин»                                | Деннис Мьюрен                                                                      |
| Лучшие спецэффекты                                   | Карло Рамбальди                                                                | • Дуглас Трамбулл, Ричард Юричич — «Бегущий по лезвию»                             | Деннис Мьюрен                                                                      |
| Лучшие спецэффекты                                   | Карло Рамбальди                                                                | • Рой Филд, Брайан Смитис — «Тёмный кристалл»                                      | Деннис Мьюрен                                                                      |
| Лучшие спецэффекты                                   | Карло Рамбальди                                                                | • Том Кэмпбелл, Уильям Т. Конуэй, Джон Карл Бюхлер, Стив Нилл — «Запретный мир»    | Деннис Мьюрен                                                                      |
| Лучшие спецэффекты                                   | Карло Рамбальди                                                                | • Роб Боттин — «Нечто»                                                             | Деннис Мьюрен                                                                      |
| Лучший постер (Best Poster Art)                      | • Джон Элвин — «Инопланетянин»                                                 | • Джон Элвин — «Инопланетянин»                                                     | • Джон Элвин — «Инопланетянин»                                                     |
| Лучший постер (Best Poster Art)                      | • Йоханн Костелло — «Калейдоскоп ужасов»                                       |                                                                                    |                                                                                    |
| Лучший постер (Best Poster Art)                      | • Ричард Амсел — «Тёмный кристалл»                                             |                                                                                    |                                                                                    |
| Лучший постер (Best Poster Art)                      | • Эдд Ривериа — «Хэллоуин 3: Время ведьм»                                      |                                                                                    |                                                                                    |
| Лучший постер (Best Poster Art)                      | • Джеральд Скарф — «Стена»                                                     |                                                                                    |                                                                                    |

### Специальные награды
| Награда                                             | Лауреаты         | Лауреаты         |
| --------------------------------------------------- | ---------------- | ---------------- |
| Посмертная награда (Posthumous Award)               | • Бастер Краббе  | Бастер Краббе    |
| Награда за достижения в карьере (Life Career Award) | • Мартин Б. Коэн | • Мартин Б. Коэн |